# بوب شنايدر
بوب شنايدر (بالإنجليزية: Bob Schneider)‏ هو موسيقي أمريكي، ولد في 12 أكتوبر 1965 في يبسيلانتي في الولايات المتحدة.

## وصلات خارجية
- الموقع الرسمي
- بوب شنايدر على موقع IMDb (الإنجليزية)
- بوب شنايدر على موقع ميوزك برينز (الإنجليزية)
- بوب شنايدر على موقع أول ميوزيك (الإنجليزية)
- بوب شنايدر على موقع ديسكوغز (الإنجليزية)
- بوب شنايدر على موقع قاعدة بيانات الفيلم (الإنجليزية)